# Коллин Винг
Коллин Винг (англ. Colleen Wing) — вымышленный персонаж, появляющийся в комиксах издательства Marvel Comics.

## История публикаций
Первое появление Коллин Винг состоялось в Marvel Premiere #19 (Ноябрь, 1974), где она была создана сценаристом  Дагом Манчем и художником Ларри Хамой.

## Вымышленная биография
Коллин родилась в горах Хонсю, в Японии, и была дочерью профессора Ли Винга (профессора истории Азии в Колумбийском университете) и Азуми Одзавы, чьи предки были самураями и даймё. После смерти матери Коллин, её дедушка Кенджи Одзава обучил её навыкам самурая. Профессор Винг узнал от монаха, что юный воин Железный кулак прибыл из К’ун-Лун на поиски убийцы своего отца и послал Коллин на встречу с ним.  Впоследствии профессор Винг и Коллин подружились с Железным кулаком и были его союзниками во время многочисленных приключений Дэнни. Коллин помогла ему в борьбе против культа Кара-Кай. Несколько лет спустя, Коллин вернулась в Нью-Йорк, чтобы навестить своего отца. Прибыв на место, она стала невольным участником перестрелки между полицией Манхэттена и преступниками. Она была спасена офицером Мисти Найт, в конечном итоге ставшей её лучшей подругой. Позднее Мисти потеряла руку в результате взрыва бомбы. В этот период Коллин помогла подруге преодолеть депрессию и вернуться к нормальной жизни. Винг и Найт сформировали партнёрство, открыв частное детективное агентство. Из-за самурайских навыков Винг и квалификации обеих женщин в области азиатских боевых искусств, их прозвали Дочерьми дракона. Они часто объединялись с Железным кулаком и сражались с такими злодеями, как Крушители и Бумеранг.
Однажды Коллин была похищена Мастером Ханом, который с помощью Ангара Крикуна промыл ей мозги и отправил в бой против Железного кулака. Тем не менее, ему удалось сломить контроль Ангара над Коллин и Мисти, после чего Винг одолела Ангара в поединке, тяжело ранив его своим мечом. Она и Мисти противостояли Эмилю Вахону в Гонконге. Коллин была захвачена Вахоном, сделавшим из неё наркоманку. Она была спасена Мисти Найт, которая помогла ей преодолеть пристрастие и отомстить Эмилю. Затем она сражались с Давосом, вторым Стальным змеем и встретилась с Человеком-пауком. Она помогла Железному кулаку очистить своё имя, когда он был ложно обвинён в убийстве Билла Хао.
Коллин помогла Людям Икс и Солнечному огню во время их миссии в Японии. Также она сопровождала Людей Икс в Канаде, где у неё завязались романтические отношения с Циклопом, чья девушка Джин Грей предположительно умерла. Они расстались после возвращения Джин. После этого была похищена Аркадой.  
У неё были романтические отношения с Робертом Даймондом, одним из Сынов тигра. Затем она сражалась против Констриктора и Саблезубого. Профессор Винг восстановил свою память и обучил Коллин тем самурайским секретам, которые не были известны её деду. Она была застрелена Ястребом, а затем снова сражалась с Констриктором. Сражалась со вторым Хемистро, а затем вернулась к нормальной жизни. Впоследствии боролась с Ферой. Некоторое время их дружба с Мисти прекратилась, из-за романа последней с Тайроном Кингом. Некоторое время спустя она убила мистического дракона Чиатанга. Коллин присутствовала на похоронах самозваного Дэнни Рэнда, считая, что он настоящий.
Через некоторое время Коллин увидела второго самозванца Дэнни Рэнда по телевизору. Она столкнулась с самозванцем, который оказался Супер-Скруллом. Она присутствовала во время эксгумации трупа первого самозванца, выдававшего себя за Дэнни Рэнда. 
После того, как прекратились её отношения с Бобом Даймондом, Коллин вновь возобновила деятельность организации Дочери дракона вместе с Мисти Найт.
Во время событий Гражданской войны девушка зарегистрировала свою личность и стала участницей новой команды Герои по найму. 
Коллин была одной из 142 зарегистрированных супергероев в рамках Инициативы. Во время тирании Сорвиголовы в Адской Кухни во время событий Shadowland она, Мисти Найт, Железный кулак, Люк Кейдж и Шан-Чи (Мастер Кунг-фу) противостояли бывшему супергерою, стараясь не прибегать к насилию. Позднее по просьбе Сорвиголовы Коллин создала женское подразделение Руки, но позже предала организацию.

## Силы и способности
Коллин Винг - женщина атлетического телосложения без каких-либо суперспособностей. Она обучена японским самурайским навыкам, в том числе и фехтованию (кендзюцу). Она талантливая мечница, способная победить нескольких агентов Гидры одновременно. После того, как ей промыл мозги Мастер Хан, отправив в бой против Дэнни Рэнда, тот объединил их сознания, чтобы сломить контроль. В этот момент Коллин сохранила его знания. Таким образом она обучилась боевому искусству К’ун-Лун, а также контролю над ци. В результате она получила возможность сосредотачивать свою ци для повышения силы, ускорения заживления, а также адаптации к неблагоприятным окружающим условиям. 
Она владеет 1000-летней катаной, которую Коллин унаследовала от своего деда. Также Коллин является квалифицированным частным детективом, с развитыми навыками расследования. 

## Альтернативные версии

### Age of Apocalypse
В реальности Age of Apocalypse Коллин была заражена Кристофером Саммерсом, а затем убита Мисти Найт. 

### Ultimate Marvel
Во вселенной Ultimate Marvel Коллин Винг является женой Дэнни Рэнда. 

### House of M
Коллин появляется в реальности День М, где она является членом Драконов, которых возглавляет Шан-Чи. Она была захвачена Кингпином и Братством, но затем освобождена Люком Кейджем, чтобы помочь Мстителям одолеть Братство. 

### Earth-13584
В карманной вселенной ЦИИ Коллин появляется как член банды Человека-паука. 

## Вне комиксов

Джессика Хенвик в роли Коллин Винг в телесериале «Железный кулак»

### Телевидение
- Джессика Хенвик исполнила роль Коллин Винг в телесериале «Железный кулак» от Netflix[37].
- Хенвик вернулась к роли Коллин Винг в сериале-кроссовере «Защитники»[38].
- Коллин появилась во втором сезоне сериала «Люк Кейдж».
- Во втором сезоне «Железный кулак» стала носителем «сердца дракона» — железным кулаком с белым свечением руки.

### Видеоигры
- Коллин Винг появляется в концовке Железного кулака в качестве члена Героев по найму.
- Коллин Винг появляется в игре «Marvel Heroes». Она одна из Героев по найму, которых Люк Кейдж может призывать в игре.
- Коллин Винг является играбельным персонажем в «Marvel: Avengers Alliance» для Facebook.
- Коллин Винг является игровой картой в Marvel Snap.